# Група Град
Група Град е група млади български архитекти – неформална организация, която е ориентирана към съвременната градска среда, архитектурните решения за София и развитието на българската архитектура и градска среда.
Група Град е основана през 2012 година в София от архитектите Пламен Братков, Ангел Захариев, Петър Торньов, Георги Кътов, Ивайло Петков и Димитър Паскалев. От 2014 година се регистрира и като фондация.
Основната им кауза е да работят за спиране подмяната на ценностите в българската архитектура и да защитят обществения интерес в публичните инвестиции.
„Група Град“ провеждат дейността си чрез срещи, сбития, както и активиране на общността и хората онлайн. Опитват се да работят с местната власт и Столична Община по въпросите за града и неговия облик. Архитектите от групата участват и съвсем формално в работни групи в Столична община. Група Град работи по проекти с множество формални и неформални организации за каузи, които целят подобряването на живота в градовете.